# Tayac
Tayac är en kommun i departementet Gironde i regionen Nouvelle-Aquitaine i sydvästra Frankrike. Kommunen ligger i kantonen Lussac som tillhör arrondissementet Libourne. År 2022 hade Tayac 127 invånare.

## Befolkningsutveckling
Antalet invånare i kommunen Tayac
Referens:INSEE